# (4039) Souseki
(4039) Souseki est un astéroïde de la ceinture principale.

## Description
(4039) Souseki est un astéroïde de la ceinture principale. Il fut découvert le 17 septembre 1987 à Geisei par Tsutomu Seki. Il présente une orbite caractérisée par un demi-grand axe de 2,42 UA, une excentricité de 0,06 et une inclinaison de 5,0° par rapport à l'écliptique.

## Compléments